# Zelenîi Iar, Baștanka
Zelenîi Iar (în ucraineană Зелений Яр) este un sat în orașul raional Baștanka din regiunea Mîkolaiiv, Ucraina.

## Demografie
Componența lingvistică a localității Zelenîi Iar
     Ucraineană (95,14%)
     Rusă (2,08%)
     Română (1,39%)
     Belarusă (1,39%)
Conform recensământului din 2001, majoritatea populației localității Zelenîi Iar era vorbitoare de ucraineană (95,14%), existând în minoritate și vorbitori de rusă (2,08%), română (1,39%) și belarusă (1,39%).